# آنا میزروکی
آنا میزروکی (ایتالیایی: Anna Miserocchi؛ ‏ ۲۶ june ۱۹۲۵ – 18 مارس ۱۹۸۸) بازیگر و صداپیشه اهل ایتالیا بود.
از فیلم‌ها یا برنامه‌های تلویزیونی که وی در آن نقش داشته است، می‌توان به در آخرین لحظه، ستارگان پائین را می‌نگردند، عشاق و دیوانگان و کنت آکوئیلا اشاره کرد.